# 学校法人信証学苑
学校法人信証学苑（がっこうほうじんしんしょうがくえん）は、埼玉県坂戸市に存在する学校法人。かぴら幼稚園を運営している。

## 概要
1972年に埼玉県坂戸市に新規開発された西坂戸角栄団地に、法人本部を設置している。仏教を基本理念に置き、情操教育を主軸にした幼児教育を行う幼稚園を設置している。
かつては神奈川県横須賀市日の出町1-5に中学校、高等学校を設置し、浄土真宗の教義により円満な人格を養成し、学問を愛好し勤労を尊ぶ人間の育成を目的とした。1971年には廃校となり、跡地は現在、横須賀市勤労福祉会館となっている。当時は海に面し、猿島が見渡せた。
信証幼稚園は、横須賀信証学苑として2001年に分離独立している。

## 沿革
- 1928年11月 信証塾が発足。
- 1938年4月 信証学苑設立により、信証女学校開校。
- 1941年4月 信証高等女学校となる。
- 1947年3月 新学制により信証高等学校・中学校となる。
- 1954年4月 信証幼稚園開園。
- 1971年3月 中学校、高等学校廃校。
- 1972年3月 西坂戸幼稚園開園。
- 1991年4月 西坂戸幼稚園をかぴら幼稚園に改名。
- 2021年8月 社会福祉法人信証会を設立